# Kishinouyeum robusta
Kishinouyeum robusta är en bönsyrseart som beskrevs av Niu och Liu 1998. Kishinouyeum robusta ingår i släktet Kishinouyeum och familjen Mantidae. Inga underarter finns listade i Catalogue of Life.